# Persone di nome Amos
| Questa pagina contiene informazioni ricavate automaticamente dalle voci biografiche con l'ausilio del template Bio e di un bot. L'aggiornamento è periodico e automatico e ricostruisce completamente la pagina. Se manca una persona in questa lista, sei pregato di non aggiungerla, ma accertati piuttosto che la sua voce biografica contenga il template Bio e che i dati anagrafici siano correttamente compilati. Se il template Bio manca, inseriscilo tu stesso o, in alternativa, metti l'avviso {{tmp\|Bio}} che ne segnala la mancanza. Se i dati riportati sono sbagliati, correggi direttamente la voce biografica; le modifiche saranno visibili in questa lista entro pochi giorni. Per chiarimenti vedi il progetto antroponimi. La lista contiene solo le 59 persone che sono citate nell'enciclopedia e per le quali è stato implementato correttamente il template Bio. Pagina aggiornata al 22 lug 2025. |

Questa è una lista di persone presenti nell'enciclopedia che hanno il nome Amos, suddivise per attività principale.

## Allenatori di calcio(1)
- Amos Mariani, allenatore di calcio e calciatore italiano (Montecatini Terme, n. 1931 - Montecatini Terme, † 2007)

## Architetti(2)
- Amos Edallo, architetto, urbanista e scultore italiano (Castelleone, n. 1908 - Crema, † 1965)
- Amos Luchetti Gentiloni, architetto italiano (Filottrano, n. 1889 - Filottrano, † 1969)

## Arcieri(1)
- Amos Casselman, arciere statunitense (Canton, n. 1850 - Washington, † 1929)

## Attivisti(1)
- Amos Maramotti, attivista italiano (Reggio nell'Emilia, n. 1902 - Torino, † 1921)

## Botanici(2)
- Amos Eaton, botanico e educatore statunitense (n. 1776 - † 1842)
- Amos Arthur Heller, botanico statunitense (n. 1867 - † 1944)

## Calciatori(7)
- Amos Adani, ex calciatore italiano (Modena, n. 1946)
- Amos Cardarelli, calciatore e allenatore di calcio italiano (Monterotondo, n. 1930 - Roma, † 2018)
- Amos Ekhalie, calciatore keniota (Mombasa, n. 1988)
- Amos Nondi, calciatore keniota (Ruiru, n. 1999)
- Jeremías Perales, calciatore argentino (Córdoba, n. 2000)
- Amos Pieper, calciatore tedesco (Lüdinghausen, n. 1998)
- Amos Youga, calciatore francese (Villeurbanne, n. 1992)

## Cestisti(3)
- Amos Benevelli, ex cestista italiano (Novellara, n. 1951)
- Amos Lin, cestista e allenatore di pallacanestro israeliano (Mishmar HaEmek, n. 1933 - † 2020)
- Amos Thomas, cestista statunitense (Oklahoma City, n. 1949 - † 2005)

## Chitarristi(1)
- Amos Amaranti, chitarrista italiano (Modena, n. 1953)

## Direttori d'orchestra(1)
- Amos Meller, direttore d'orchestra e compositore israeliano (Ein HaHoresh, n. 1938 - Tel Aviv, † 2007)

## Dirigenti d'azienda(1)
- Amos Genish, dirigente d'azienda israeliano (Hadera, n. 1960)

## Educatori(1)
- Amos Bronson Alcott, educatore, insegnante e filosofo statunitense (Wolcott, n. 1799 - Boston, † 1888)

## Fisici(1)
- Amos Dolbear, fisico e inventore statunitense (Norwich, n. 1837 - † 1910)

## Generali(1)
- Amos Spiazzi, generale italiano (Trieste, n. 1933 - Verona, † 2012)

## Giavellottisti(1)
- Amos Matteucci, giavellottista italiano (Jesi, n. 1915 - Roma, † 2008)

## Giocatori di baseball(1)
- Amos Rusie, giocatore di baseball statunitense (Mooresville, n. 1871 - Seattle, † 1942)

## Giocatori di curling(1)
- Amos Mosaner, giocatore di curling italiano (Trento, n. 1995)

## Giocatori di football americano(1)
- Amos Alonzo Stagg, giocatore di football americano, cestista e allenatore di football americano statunitense (West Orange, n. 1862 - Stockton, † 1965)

## Ingegneri(1)
- Amos Ocari, ingegnere e patriota italiano (Polesella, n. 1823 - Castelmassa, † 1897)

## Maratoneti(2)
- Amos Kipruto, maratoneta keniota (n. 1992)
- Amos Tirop Matui, ex maratoneta keniota (n. 1976)

## Mezzofondisti(1)
- Amos Rota, ex mezzofondista italiano (Villa d'Almè, n. 1970)

## Militari(2)
- Amos Pampaloni, ufficiale italiano (Firenze, n. 1910 - Firenze, † 2006)
- Amos Ronchey, militare e politico italiano (Borgo San Donnino, n. 1832 - Borgo San Donnino, † 1896)

## Operai(1)
- Amos Calderoni, operaio e partigiano italiano (Alfonsine, n. 1925 - Biserno di Santa Sofia, † 1944)

## Partigiani(1)
- Amos Paoli, partigiano italiano (Barga, n. 1917 - Massarosa, † 1944)

## Pittori(2)
- Amos Cassioli, pittore italiano (Asciano, n. 1832 - Firenze, † 1891)
- Amos Nattini, pittore italiano (Genova, n. 1892 - Parma, † 1985)

## Poeti(1)
- Amos Mattio, poeta, scrittore e traduttore italiano (Cuneo, n. 1974)

## Politici(5)
- Amos Tappan Akerman, politico statunitense (Portsmouth, n. 1821 - Cartersville, † 1880)
- Amos Bernini, politico italiano (Melara, n. 1842 - Rovigo, † 1909)
- Amos Kendall, politico statunitense (Dunstable, n. 1789 - Washington, † 1869)
- Amos Sawyer, politico liberiano (Greenville, n. 1945 - Baltimora, † 2022)
- Amos Zanibelli, politico italiano (Albino, n. 1925 - Roma, † 1985)

## Profeti(1)
- Amos, profeta ebreo antico

## Psicologi(1)
- Amos Tversky, psicologo israeliano (Haifa, n. 1937 - Stanford, † 1996)

## Pugili(1)
- Mysterious Billy Smith, pugile canadese (n. 1871 - † 1937)

## Registi(3)
- Amos Gitai, regista, sceneggiatore e artista israeliano (Haifa, n. 1950)
- Amos Guttman, regista israeliano (Sita Buzăului, n. 1954 - Tel Aviv, † 1993)
- Amos Poe, regista, sceneggiatore e produttore cinematografico statunitense (Tel Aviv, n. 1950)

## Scacchisti(1)
- Amos Burn, scacchista inglese (Kingston upon Hull, n. 1848 - Hammersmith, † 1925)

## Scrittori(3)
- Amos Luzzatto, scrittore, saggista e chirurgo italiano (Roma, n. 1928 - Venezia, † 2020)
- Amos Oz, scrittore e saggista israeliano (Gerusalemme, n. 1939 - Tel Aviv, † 2018)
- Amos Tutuola, scrittore nigeriano (Abeokuta, n. 1920 - Ibadan, † 1997)

## Siepisti(3)
- Amos Biwott, ex siepista keniota (Contea di Nandi, n. 1947)
- Amos Kirui, siepista e mezzofondista keniota (n. 1998)
- Amos Serem, siepista keniano (n. 2002)

## Storici(1)
- Amos Goldberg, storico israeliano (Gerusalemme, n. 1966)

## Tennisti(1)
- Amos Mansdorf, ex tennista israeliano (Tel Aviv, n. 1965)

## Vescovi ortodossi(1)
- Amos di Gerusalemme, vescovo ortodosso bizantino († 601)